# Prutgås
Prutgås (Branta bernicla) är en andfågel av släktet Branta i underfamiljen Anserinae. Den häckar i arktiska Nordamerika, Europa och Asien. Vintertid flyttar den till kusterna vid Atlanten, Nordsjön och Stilla havet. IUCN kategoriserar den som livskraftig.

## Utbredning och systematik
Prutgåsen häckar cirkumpolärt på öar och nära havskuster på arktisk tundra i Europa, Asien och Nordamerika. Den är en flyttfågel som sträcker främst i slutet av september till oktober samt slutet av maj och övervintrar vid kusterna av Atlanten, Nordsjön och Stilla havet.

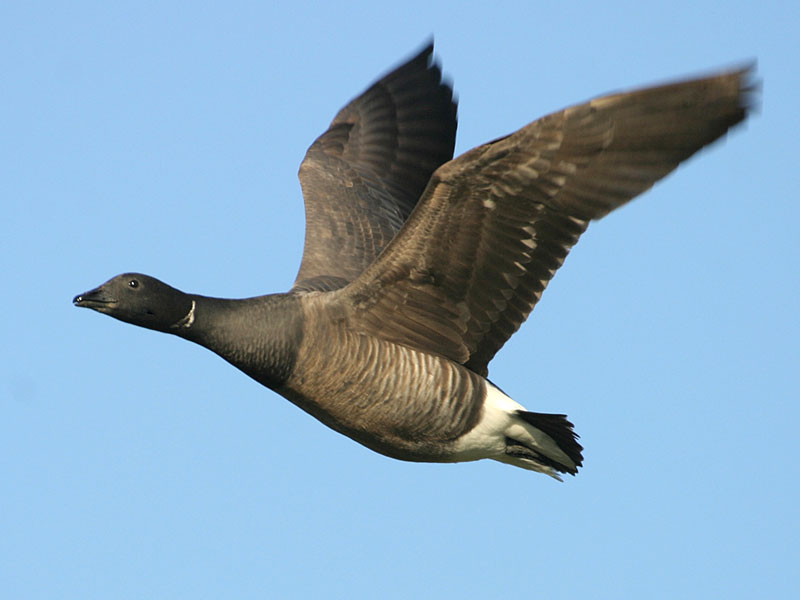
Mörkbukig prutgås (B. b. bernicla).

### Underarter
Arten brukar delas in i tre taxa:
- Mörkbukig prutgås[2] (Branta bernicla bernicla) – nominatformen häckar från ön Kolgujev i nordvästra Ryssland till Tajmyrhalvön i Sibirien. Flyttar genom Östersjön till sina vinterkvarter i kustområden i Danmark, Tyskland, Nederländerna, Storbritannien och på Frankrikes västkust.
- Ljusbukig prutgås[2] (Branta bernicla hrota) – häckar i arktiska Kanada från ön Melville och österut till Grönland, Svalbard och Frans Josefs land. Den har två skilda övervintringsområden. Den ena är utefter Amerikas atlantkust från Massachusetts till South Carolina, där merparten övervintrar utmed New Jerseys kuster. Det andra övervintringsområdet är Danmark och Storbritannien och dessa fåglar passerar Island och Norge på sin flytt från och till sina häckningsområden.
- Svartbukig prutgås[2] (Branta bernicla nigricans) – häckar i de allra nordligaste delarna av östra Sibirien, Alaska och nordvästra och norra Kanada. De övervintrar utefter Amerikas stillahavskust så långt söderut som till Kalifornien och Mexiko.

Vissa delar i sin tur upp nigricans i två taxa, nämligen den nordamerikanska populationen och populationen som häckar från nordöstra Sibirien och österut till Tajmyrhalvön och som har det vetenskapliga suffixet orientalis.
Det finns även en mindre population som främst häckar på ön Melville i Kanada och som övervintrar vid Pugetsundet på den amerikanska västkusten, nära gränsen mellan USA och Kanada. Denna population ser ut som en mellanform av hrota och nigricans och skulle kunna vara en underart, men det skulle också kunna vara resultatet av hybridisering mellan dessa båda taxa.

### Förekomst i Sverige
Prutgås följer vissa traditionella rutter under sina flyttningar och populationer av taxonet bernicla som häckar i Ryssland har bland annat rutter som går förbi Öland, Gotland, Blekinge och Skåne och även förbi västkusten. Även den ljusbukiga hrota observeras årligen på västkusten och nigricans har observerats vid några fåtal tillfällen. Tidigare följde oftast sträcken kusterna men sedan 1970-talet har man märkt förändrade flyttningsrutter och numera observeras prutgäss även när de födosöker på åkrar längre inåt land. Detta kan vara en följd av artens kraftiga ökning i antal.

## Utseende och läte

### Utseende
Till formen är prutgåsen lik vitkindad gås men är något mindre och slankare med en längd på 55–62 cm. Vidare har den proportionerligt smalare och kortare vingar med ett spann på 105–117 centimeter och har något längre hals. Den väger mellan 1 000 och 1 500 gram. Prutgåsen har runt huvud, svart liten näbb och svarta ben. Hos alla taxa är fågelns huvud, hals och vingpennor svarta eller svartgrå. Den har vit övergump med en svart v-formad kil som sträcker sig ned från ryggen mot stjärten. Stjärten, som är den kortaste av alla gåsarters, är vit med svarta sidor. Hos alla taxa har juvenila fåglar mörkare kroppssidor, i samma nyans som buken, vilket gör att det nästan är omöjligt att i fält bestämma vilket taxon de tillhör.

Mörkbukig prutgås (B. b. bernicla). Notera den mörka buken.

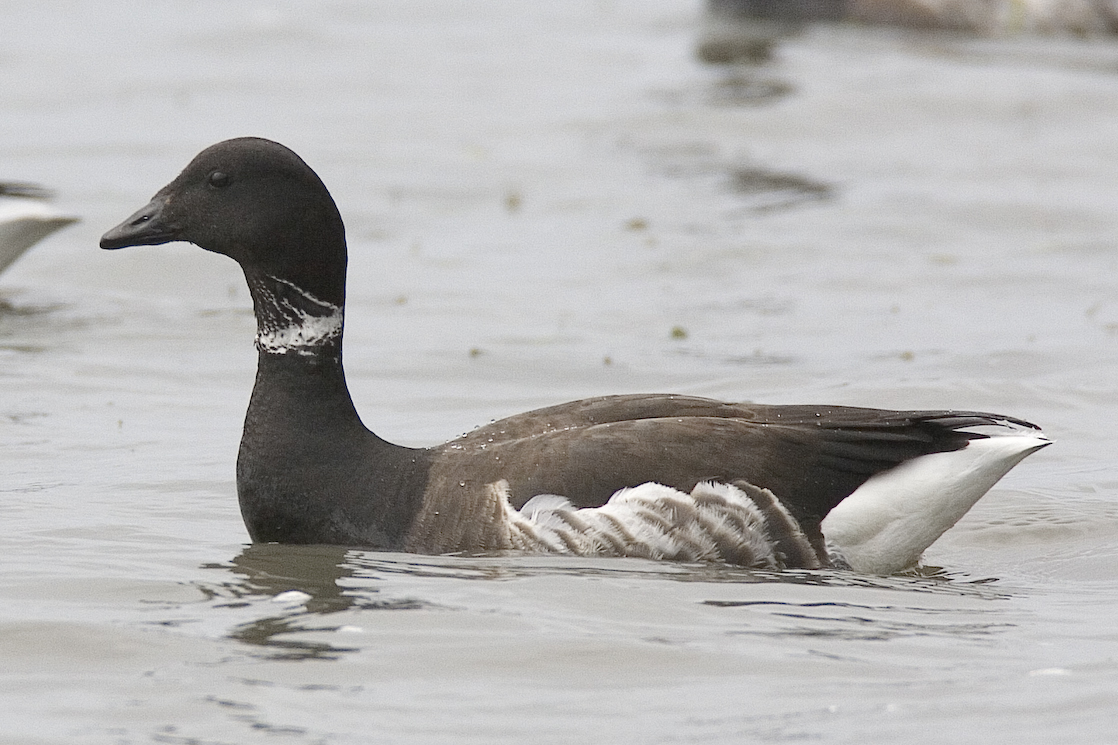
Svartbukig prutgås (B. b. nigricans). Notera den stora vita halsfläck och kraftigt vitstreckade kroppssidan.

- Ljusbukig prutgås (hrota), är den ljusaste av dessa tre taxa där den adulta fågeln har en ljusgrå buk i skarp kontrast till det svarta bröstet. Buken och kroppsidorna blir än ljusare närmre stjärten. Undergumpen är vit utan något svart, den har en liten vit halsfläck och dess övre vingtäckare är grå med en fin vit randning vilket ger den stående fågeln en fint vertikalt randad ovansida.
- Mörkbukig prutgås (bernicla) nominatformen, är det taxa som i nyans är mitt emellan de båda andra. Den har enfärgat grå övre vingtäckare med en buk i samma färg och bara en tillstymmelse till ljusare randade kroppsidor. Den har en mörk kil som sträcker sig ut på den vita undergumpen, något som främst syns då den tippar framåt för att söka föda när den simmar. Den har också bara en liten vit halsfläck.
- Svartbukig prutgås (nigricans), är den mörkaste av dessa tre taxa med gråsvarta övre vingtäckare och bröst vilket gör att kontrasten gentemot bröst, hals och vingpennor är mycket liten. Den har däremot kraftigt vita streckade kroppssidor och en stor vit halsfläck som hos vissa sträcker sig runt hela halsen. Dess hals och huvud är också grövre än hos bernicla. Den svarta kilen som sträcker sig ut på den vita undergumpen är tydligare och större än hos bernicla.

### Läte
Prutgåsens läte är ett gurglande och gutturalt "prråk", varifrån fågeln fått sitt onomatopoetiska namn.

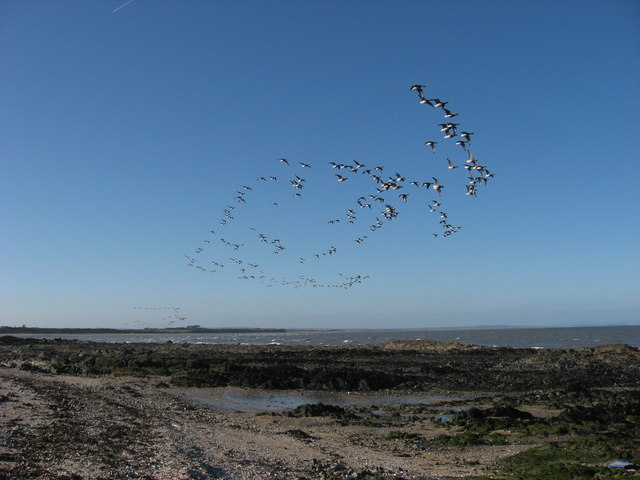
Flockar med prutgås.

## Ekologi
Häckningen börjar i juni och tar ungefär 25 dagar. Honan lägger i snitt mellan tre och fem ägg och precis som hos andra gäss håller hanen vakt medan honan ruvar. Ungarna blir flygga efter cirka 40–50 dygn. Efter häckningstiden lever de i stora flockar och på flytten ses de ofta i stora täta flockar när de provianterar på grunda vatten ute på havet. Födan består av vattenväxter, främst bandtång (Zostera marina) men även andra alger och gräs. De betar på botten och tippar då framåt likt många mindre änder.

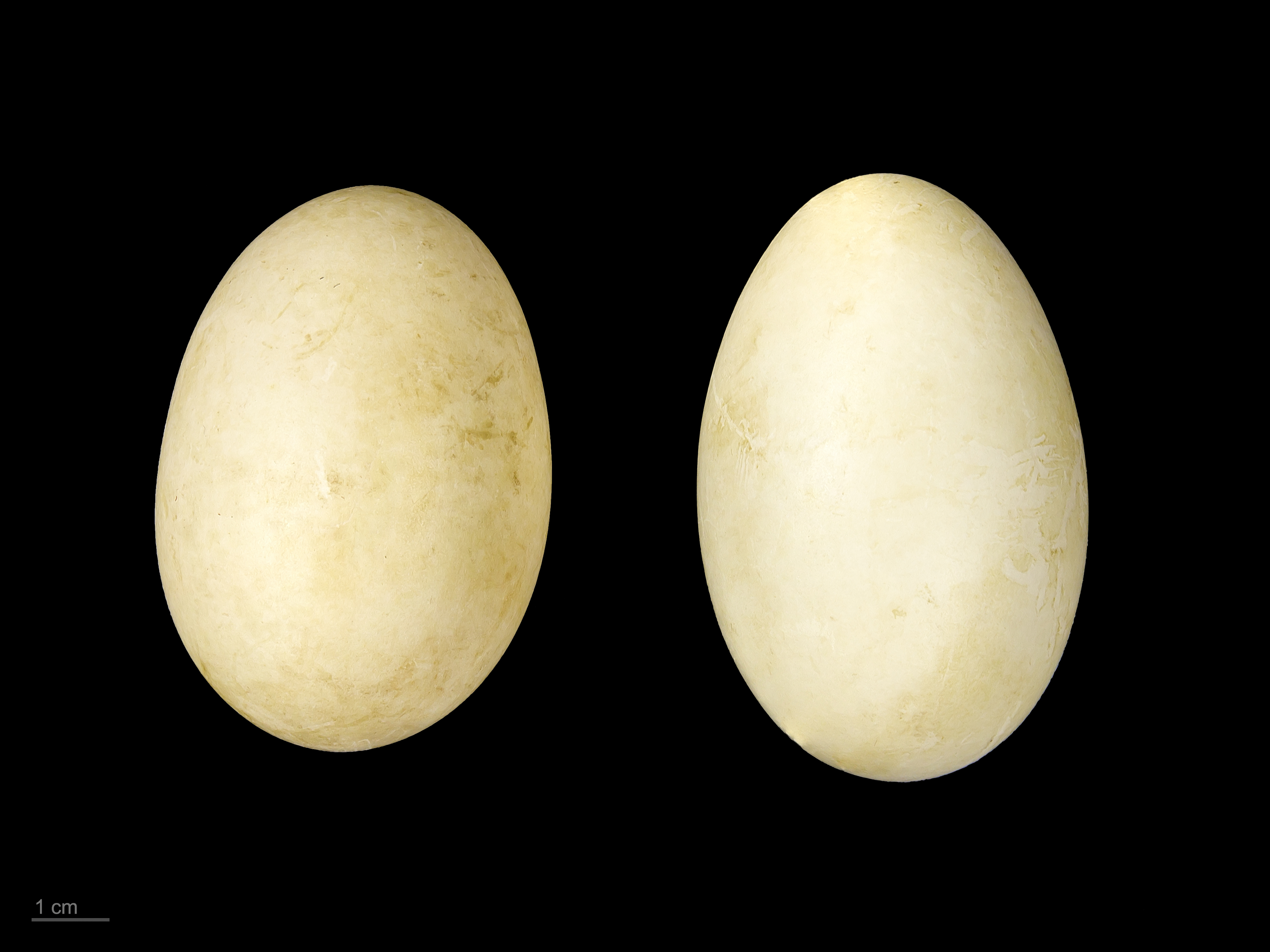
Prutgåsens ägg.

## Prutgåsen och människan

### Status och hot
Tidigare var prutgåsen en fåtalig fågel, men vid mitten av 1980-talet hade världspopulationen tiofaldigats till 400 000–500 000 individer, och idag uppskattas den till 560 000 och 650 000 individer. Populationstrenden är dock oklar. Internationella naturvårdsunionen IUCN kategoriserar den som livskraftig.

### Namn
Namnet prutgås omnämns första gången 1761 av Linné som uppger att det skulle röra sig om ett dialektalt namn från Småland. Den har även kallats för taflaka eller taflacka, och rotgans, där det senare är synonymt med det holländska namnet för prutgås. På Gotland ska den ha kallats skällgås.
Släktnamnet Branta är latin och betyder "bränd" medan Bernicla kommer av det engelska ordet barnacle som är en grupp kräftdjur som sitter fast på stenar och dylikt i vattnet, exempelvis havstulpaner och långhalsar. En gammal sägen förtäljde om hur prutgässen uppstått ur dessa havsdjur, som kan liknas vid ett gåshuvud med näbb och lång hals, och detta förklarade varifrån alla dessa gäss kom från om vintern. Se även Långhalsar/mytologi.